# Steven Soderbergh
Steven Andrew Soderbergh (Atlanta, 14 gennaio 1963) è un regista, produttore cinematografico, direttore della fotografia, montatore e sceneggiatore statunitense.
Vincitore della Palma d'oro al Festival di Cannes per il film cult Sesso, bugie e videotape, con cui riceve una candidatura all'Oscar alla migliore sceneggiatura originale. Nel 2001, riceve una doppia candidatura all'Oscar al miglior regista per i film Erin Brockovich e Traffic, vincendolo per il secondo.
Regista sperimentale e prolifico, ha al suo attivo più di 30 film: i più noti sono Sesso, bugie e videotape, Magic Mike, Traffic, Erin Brockovich - Forte come la verità, Out of Sight, Panama Papers e i film della trilogia Ocean's. In campo televisivo ha diretto l'acclamato film TV Dietro i candelabri e la serie TV The Knick.
Nei suoi film svolge spesso il ruolo di direttore della fotografia, firmandosi in questo caso col nome del padre, Peter Andrews, e quello di montatore, assumendo come pseudonimo il nome della madre, Mary Ann Bernard.

## Biografia
Steven Soderbergh è nato ad Atlanta (Georgia) in una famiglia di origini svedesi (infatti il cognome originario della famiglia paterna era "Söderberg", successivamente anglofonizzato in "Soderbergh"). Soderbergh è cresciuto a Baton Rouge (Louisiana) dove ha iniziato a girare film dall'età di 13 anni. Dopo il diploma si è trasferito a Los Angeles, dove ha lavorato come montatore freelance, per fare nuovamente ritorno a Baton Rouge iniziando a scrivere sceneggiature. Ha realizzato un documentario sul gruppo rock Yes; la sua registrazione di un concerto del gruppo, dal titolo 9012Live, consegue una candidatura ai Grammy.
Il suo primo lungometraggio, Sesso, bugie e videotape, scritto e diretto, si aggiudica nel 1989 la prestigiosa Palma d'oro al Festival di Cannes, diventando un successo commerciale mondiale. È stato, a quel tempo, il più giovane regista a ricevere tale premio.
Nel 2001 vince l'Oscar al miglior regista per Traffic, mentre un altro dei suoi film, Erin Brockovich con Julia Roberts (che vinse con questo film la statuetta come miglior attrice protagonista), è stato candidato nella stessa categoria. Nello stesso anno riscuote grande successo di pubblico con Ocean's Eleven - Fate il vostro gioco, remake di Colpo grosso di Lewis Milestone, cui il regista darà due seguiti.
Collaborano regolarmente con Soderbergh Luis Guzmán, Don Cheadle, Catherine Keener e George Clooney, con cui gestisce la società di produzione Section Eight Productions, che ha prodotto Lontano dal paradiso, Insomnia e l'esordio alla regia di George Clooney Confessioni di una mente pericolosa, nonché il successivo Good Night, and Good Luck..
Nel 2004, con l'episodio Equilibrium, partecipa al film collettivo Eros, presentato al Festival di Venezia, al fianco di Wong Kar Wai e Michelangelo Antonioni.
Nel 2008 ha diretto i film Che - L'argentino, che ripercorre la figura di Che Guevara e Che - Guerriglia che tratta, invece, della lotta guidata da Guevara contro la dittatura in Bolivia. Il film, al premio Goya 2009, ha vinto il premio per la miglior scenografia.
Nel 2011 ha diretto il film Contagion. Secondo quanto riportato dall'attore Matt Damon dal set del film, Soderbergh ha annunciato il suo imminente ritiro per dedicarsi alla pittura.
Alla Mostra del cinema di Venezia smentisce un suo eventuale ritiro dalle scene, dichiarando l'intenzione di prendersi un anno sabbatico al termine della lavorazione dei prossimi tre progetti attualmente in produzione.

## Filmografia

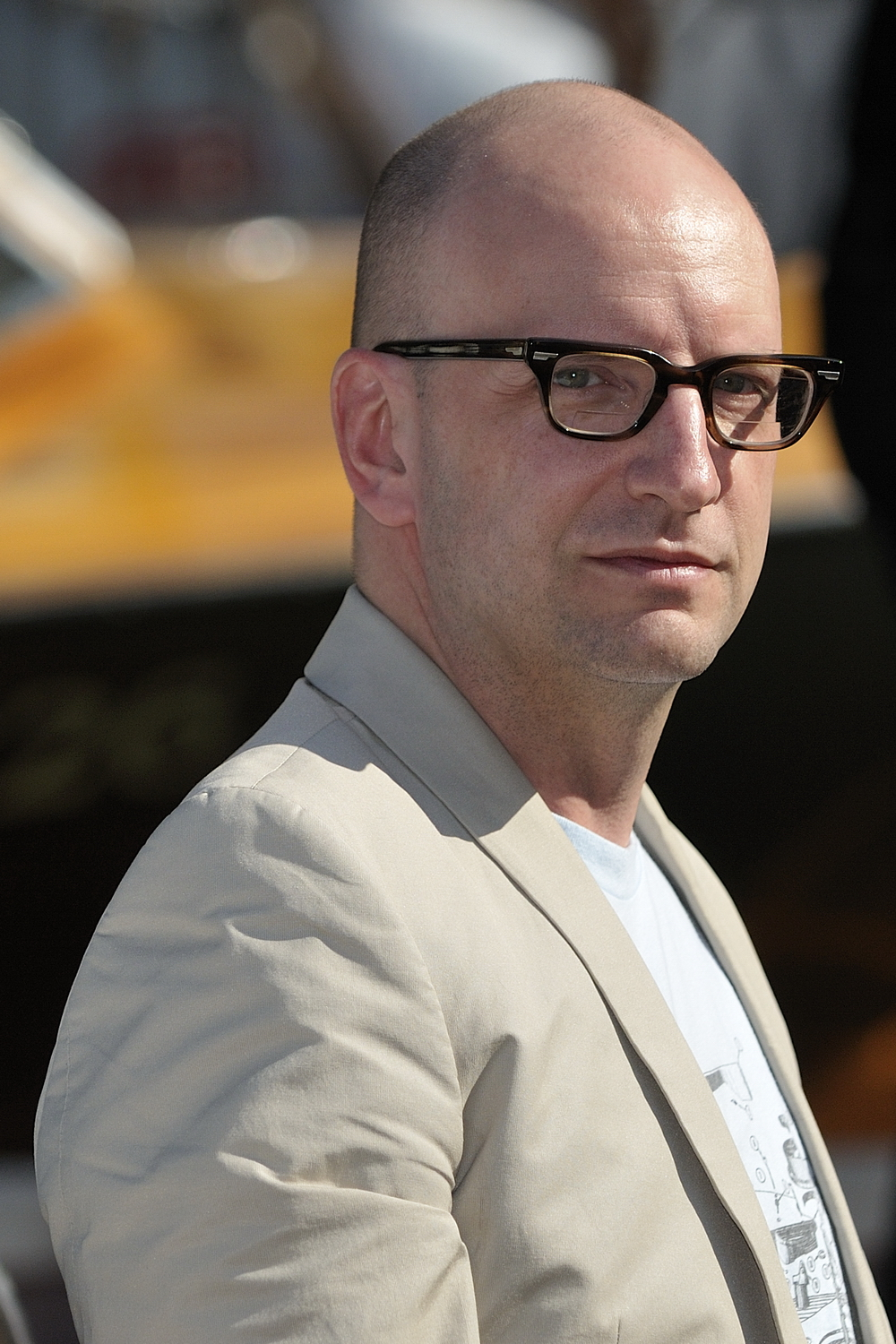
Steven Soderbergh alla 66ª Mostra del cinema di Venezia.

### Regista

#### Cinema
- Sesso, bugie e videotape (Sex, Lies, and Videotape) (1989)
- Delitti e segreti (Kafka) (1991)
- Piccolo, grande Aaron (King of the Hill) (1993)
- Torbide ossessioni (Underneath) (1995)
- Gray's Anatomy (1996)
- Schizopolis (1996)
- Out of Sight (1998)
- L'inglese (The Limey) (1999)
- Erin Brockovich - Forte come la verità (Erin Brockovich) (2000)
- Traffic (2000)
- Ocean's Eleven - Fate il vostro gioco (Ocean's Eleven) (2001)
- Full Frontal (2002)
- Solaris (2002)
- Equilibrium, episodio di Eros (2004)
- Ocean's Twelve (2004)
- Bubble (2005)
- Intrigo a Berlino (The Good German) (2006)
- Ocean's Thirteen (2007)
- Che - L'argentino (The Argentine) (2008)
- Che - Guerriglia (Guerrilla) (2008)
- The Girlfriend Experience (2009)
- The Informant! (2009)
- Contagion (2011)
- Knockout - Resa dei conti (Haywire) (2011)
- Magic Mike (2012)
- Effetti collaterali (Side Effects) (2013)
- La truffa dei Logan (Logan Lucky) (2017)
- Unsane (2018)
- High Flying Bird (2019)
- Panama Papers (The Laundromat) (2019)
- Lasciali parlare (Let Them All Talk) (2020)
- No Sudden Move (2021)
- Kimi - Qualcuno in ascolto (Kimi) (2022)
- Magic Mike - The Last Dance (Magic Mike's Last Dance) (2023)
- Presence (2024)
- Black Bag - Doppio gioco (Black Bag) (2025)

#### Televisione
- Dietro i candelabri (Behind the Candelabra) – film TV (2013)
- The Knick – serie TV (2014)
- Mosaic – serie TV (2018)
- Full Circle – miniserie TV (2023)

#### Documentari
- Yes: 9012 Live (1985)
- And Everything is Going Fine (2010)

#### Cortometraggi
- Access All Areas (1985)
- Winston (1987)

### Produttore
- Suture, regia di Scott McGehee e David Siegel (1994)
- L'amante in città (The Daytrippers), regia di Greg Mottola (1996)
- Pleasantville, regia di Gary Ross (1998)
- Insomnia, regia di Christopher Nolan (2002)
- Welcome to Collinwood, regia di Anthony e Joe Russo (2002)
- Confessioni di una mente pericolosa (Confessions of a Dangerous Mind), regia di George Clooney (2002)
- Lontano dal paradiso (Far from Heaven), regia di Todd Haynes (2002)
- Criminal, regia di Gregory Jacobs (2004)
- Keane, regia di Lodge Kerrigan (2004)
- The Jacket, regia di John Maybury (2005)
- Good Night, and Good Luck., regia di George Clooney (2005)
- The Big Empty, regia di Lisa Chang e Newton Thomas Sigel (2005) - cortometraggio
- Syriana, regia di Stephen Gaghan (2005)
- Vizi di famiglia (Rumor Has It...), regia di Rob Reiner (2005)
- A Scanner Darkly - Un oscuro scrutare (A Scanner Darkly), regia di Richard Linklater (2006)
- Plutonio 239 - Pericolo invisibile (The Half Life of Timofey Berezin), regia di Scott Z. Burns (2006)
- Wind Chill - Ghiaccio rosso sangue (Wind Chill), regia di Gregory Jacobs (2007)
- Michael Clayton, regia di Tony Gilroy (2007)
- Io non sono qui (I'm Not There), regia di Todd Haynes (2007)
- Solitary Man, regia di Brian Koppelman e David Levien (2009)
- ...e ora parliamo di Kevin (We Need to Talk about Kevin), regia di Lynne Ramsay (2011)
- Contagion (2011)
- The Knick - serie TV (2014)
- Magic Mike XXL, regia di Gregory Jacobs (2015)
- The Girlfriend Experience – serie TV (2016)
- Ocean's 8, regia di Gary Ross (2018)
- Now Apocalypse - serie TV (2019)
- The Report, regia di Scott Z. Burns (2019)
- Panama Papers (The Laundromat), regia di Steven Soderbergh (2019)
- Full Circle – miniserie TV (2023)

### Direttore della fotografia
- Schizopolis (1996)
- Traffic (2000)
- Ocean's Eleven - Fate il vostro gioco (Ocean's Eleven) (2001)
- Full Frontal (2002)
- Solaris (2002)
- Ocean's Twelve (2004)
- Equilibrium, episodio di Eros (2004)
- Bubble (2005)
- Intrigo a Berlino (2006)
- Ocean's Thirteen (2007)
- Che - L'argentino (2008)
- Che - Guerriglia (2008)
- The Girlfriend Experience (2009)
- The Informant! (2009)
- Contagion (2011)
- Knockout - Resa dei conti (Haywire) (2011)
- Magic Mike (2012)
- The Knick (2014)
- Magic Mike XXL (2015)
- La truffa dei Logan (Logan Lucky) (2017)
- Unsane (2018)
- High Flying Bird (2019)
- Panama Papers (The Laundromat) (2019)
- Lasciali parlare (Let Them All Talk) (2020)
- No Sudden Move (2021)
- Kimi - Qualcuno in ascolto (Kimi) (2022)
- Magic Mike - The Last Dance (Magic Mike's Last Dance) (2023)
- Full Circle – miniserie TV (2023)
- Presence (2024)
- Black Bag - Doppio gioco (Black Bag) (2025)

### Montatore
- Sesso, bugie e videotape (Sex, Lies, and Videotape) (1989)
- Delitti e segreti (Kafka) (1991)
- Piccolo, grande Aaron (King of the Hill) (1993)
- Solaris (2002)
- Equilibrium, episodio di Eros (2004)
- Bubble (2005)
- Intrigo a Berlino (The Good German) (2006)
- The Girlfriend Experience (2009)
- Knockout - Resa dei conti (Haywire) (2011)
- Magic Mike (2012)
- Effetti collaterali (Side Effects) (2013)
- Dietro i candelabri (Behind the Candelabra) (2013)
- The Knick - serie TV, come SS (2014)
- Magic Mike XXL (2015)
- La truffa dei Logan (Logan Lucky) (2017)
- Unsane (2018)
- High Flying Bird (2019)
- Panama Papers (The Laundromat) (2019)
- Lasciali parlare (Let Them All Talk) (2020)
- No Sudden Move (2021)
- Kimi - Qualcuno in ascolto (Kimi) (2022)
- Magic Mike - The Last Dance (Magic Mike's Last Dance) (2023)
- Full Circle – miniserie TV (2023)
- Presence (2024)
- Black Bag - Doppio gioco (Black Bag) (2025)

### Sceneggiatore
- Winston (1987) - cortometraggio
- Sesso, bugie e videotape (1989)
- Piccolo, grande Aaron (1993)
- Torbide ossessioni (1995)
- Schizopolis (1996)
- Nightwatch - Il guardiano di notte (Nightwatch), regia di Ole Bornedal (1997)
- Solaris (2002)
- Eros (2004)

### Attore
- Schizopolis (1996)
- Ocean's Eleven - Fate il vostro gioco (Ocean's Eleven) (2001)

### Doppiatore
- Contagion, regia di Steven Soderbergh (2011) – non accreditato

## Riconoscimenti
- Premio Oscar
  - 1990 – Candidatura alla migliore sceneggiatura originale per Sesso, bugie e videotape
  - 2001 – Miglior regista per Traffic
  - 2001 – Candidatura al miglior regista per Erin Brockovich - Forte come la verità

- Golden Globe
  - 1990 – Candidatura alla migliore sceneggiatura per Sesso, bugie e videotape
  - 2001 – Candidatura al miglior regista per Traffic
  - 2001 – Candidatura al miglior regista per Erin Brockovich - Forte come la verità

- Premi BAFTA
  - 1990 – Candidatura al migliore sceneggiatura originale per Sesso, bugie e videotape
  - 2001 – Candidatura al miglior regista per Traffic
  - 2001 – Candidatura al miglior regista per Erin Brockovich - Forte come la verità

- Festival di Berlino
  - 2001 – Candidatura all'Orso d'oro per Traffic
  - 2003 – Candidatura all'Orso d'oro per Solaris
  - 2007 – Candidatura all'Orso d'oro per Intrigo a Berlino
  - 2013 – Candidatura all'Orso d'oro per Effetti collaterali
- Festival di Cannes
  - 1989 – Premio FIPRESCI per Sesso, bugie e videotape
  - 1989 – Palma d'oro per Sesso, bugie e videotape
  - 1993 – Candidatura alla Palma d'oro per Piccolo, grande Aaron
  - 2008 – Candidatura alla Palma d'oro per Che (Che - L'argentino e Che - Guerriglia)
  - 2013 – Candidatura alla Palma d'oro per Dietro i candelabri
  - 2013 – Candidatura alla Queer Palm per Dietro i candelabri
- Premio César
  - 1990 – Candidatura al miglior film straniero per Sesso, bugie e videotape
  - 2002 – Candidatura al miglior film straniero per Traffic
  - 2003 – Candidatura al miglior film straniero per Ocean's Eleven - Fate il vostro gioco